# 八幡浜漁港
八幡浜漁港（やわたはまぎょこう）は、愛媛県八幡浜市にある第3種漁港である。

## 概要
- 管理者 - 八幡浜市
- 漁業協同組合 - 八幡浜市
- 組合員数 - 238名（2001年（平成13年）12月）
- 漁港番号 - 4130010

## 沿革
- 1951年8月21日 - 第3種漁港に指定

## 主な魚種
- アジ類
- イカ類
- タチウオ
- エソ - 2002年度陸揚量全国第2位
- ハゼ - 2002年度陸揚量全国第1位
- ハモ - 2002年度陸揚量全国第3位
- エビ類 - 2002年度陸揚量全国第6位
- サザエ - 2002年度陸揚量全国第3位

## 主な漁業
- 沖合底引き網漁業
- 巻き網漁業